# Jean-Marie Mérillon

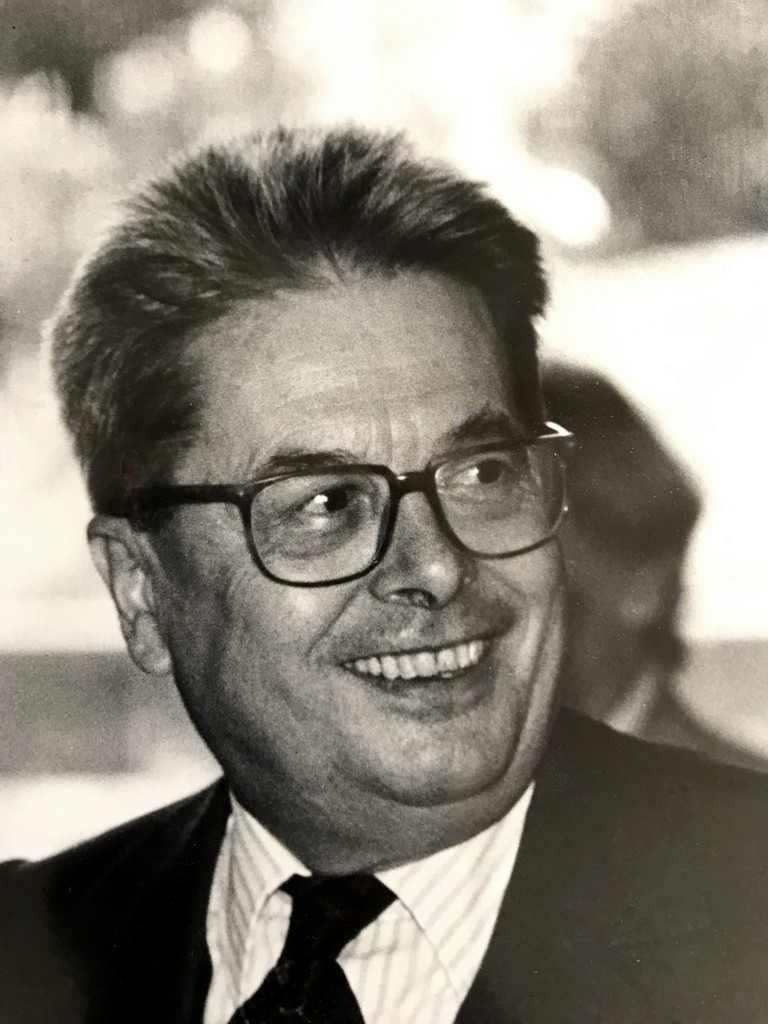
Jean-Marie Mérillon, 1990

Jean-Marie Mérillon (* 12. Februar 1926 in Tanger, Marokko; † 19. Februar 2013) war ein französischer Botschafter.

## Leben
Er besuchte die École nationale d’administration und trat 1952 in den auswärtigen Dienst Frankreichs. Im Außenministerium war er Direktor der Abteilung Politische Angelegenheiten. Er war Offizier der Ehrenlegion.